# Retour à Babylone
Pour plus de détails, voir Fiche technique et Distribution.
Retour à Babylone est un documentaire tourné par le réalisateur franco-irakien Abbas Fahdel en 2002.

## Synopsis
De retour en Irak, et dans sa ville natale Babylone, Abbas Fahdel part à la recherche de ses amis d'enfance et découvre un pays meurtri par les années de guerre et de dictature.

## Commentaires
(mars 2025).
Vincent Ostria dans Les Inrockuptibles du 18 septembre 2002 écrit : « Les retrouvailles d’un enfant prodigue avec son pays, l’Irak, qui n’est pas qu’un simple pion sur l’échiquier géopolitique, mais un pays vivant, chaleureux. Vingt-cinq ans après son départ pour la France, Abbas Fahdel, émigré irakien, retourne dans sa ville natale, Babylone. Manque de pot ou coup de bol – selon le point de vue-, l’Irak est un pays vedette, objet de la première guerre post-Vietnam menée par l’Amérique, et peut-être aussi de la prochaine, nous annoncent les médias. Mais ici, le regard porté sur ce pays désolé, dévasté, n’est pas celui des bêtes reportages d’actualité, des intrigues géopolitiques. En Irak, il n’y a pas que Saddam Hussein et ses incessants complots de maître du monde à la James Bond. Il y a aussi de vraies gens, qui s’efforcent de (sur)vivre normalement. Le réalisateur Abbas Fahdel effectue un pèlerinage proustien sur les traces de son enfance. Il rend visite à ses anciens amis, arpente un square poussiéreux nommé « les Jardins suspendus » en référence à la merveille du monde, qui n’est même plus un souvenir, puis va explorer le site de la Babylone antique impeccablement reconstitué à sept kilomètres de la ville moderne. Fahdel commente ses joies et ses déconvenues par le truchement (off) d’un comédien français un peu trop neutre.  Autrement dit, la voix du cinéaste – qui sert de passeur entre nous et l’Irak, entre l’Occident et l’Orient – dit « je », mais ce « je » est un autre et lui-même à la fois. Peut-être la plus-value poétique (ou romanesque) du film tient-elle à cet artifice schizophrénique. En tout cas, il y a réellement un ton dans ce Retour à Babylone, et un regard aiguisé, intimiste, qui met à distance toute réflexion sociopolitique. Ceux qui, comme les chacals de l’info, et leurs otages, les téléspectateurs, se réjouissent de voir la tête des victimes annoncées, qui vont peut-être encore se prendre sur le râble des tombereaux de bombes, de missiles Tomahawk, etc., en seront pour leurs frais. Abbas Fahdel cadre dignement et méticuleusement un enfant qui écrit « Vive l’Irak » sur un tableau vert : "Une matinée sans angoisse, dit le cinéaste, où le cœur bat loin, au plus profond de la poitrine, comme si rien de sérieux, rien de menaçant, ne pouvait plus arriver. » Fahdel poursuit imperturbablement la tournée de ses anciens amis, joue avec des enfants au bord de l’Euphrate. Évidemment, la vie irakienne est aussi envisagée sous son angle tragique, celui des conséquences des guerres Iran-Irak et USA-Irak. Le cinéaste se demande : « D’où vient la force morale des Irakiens ? Pourquoi le malheur ne les a-t-il pas rendu égoïstes et méchants ? » Bonne question. Mais ce qui étonne le plus, c’est que l’Irak demeure un pays relativement moderne et actif. Où un père peut pleurer de voir sa fille se marier, et où un cinéaste peut trouver ses amis en disant : « S’il me fallait mourir maintenant, je serais en paix. » Message reçu, Mr. Bush ? »[réf. nécessaire]
Florence Cousin de Libération, le 23 septembre 2002 explique : « La guerre ou pas la guerre ? Cette question, qui se pose en ce moment pour l’Irak, vient inévitablement tarauder le spectateur de Retour à Babylone. Tout au long des souvenirs égrenés par le réalisateur français Abbas Fahdel, qui revient dans l’Irak de son enfance, on se demande quelles personnes auront disparu, quels paysages seront détruits. Retour à Babylone est pourtant un documentaire que l’on aurait pu voir mille fois sur le thème éculé du retour au pays. Eculé peut-être, mais que la personnalité des protagonistes – des anciens camarades – enrichit, ravivant la part de nostalgie de chacun de nous devant l’enfance perdue, la jeunesse disparue. À la question « Que sont-ils devenus ? », l’un répond : « Il travaille dans un garage » ; un autre: « Il vient d’être libéré des prisons iraniennes » ; un troisième : « Celui-ci, il est mort. C’était presque mon meilleur ami. » Pourquoi presque, interroge le réalisateur ? « Pour ne pas vexer ceux qui me restent », déclare en riant son interlocuteur. En plus d’une ouverture sur un pays oublié, bouclé par l’embargo, la télévision offre ici un drôle de miroir, et pose une question dérangeante : serons-nous les derniers à avoir vu ces gens vivants ? » [réf. nécessaire]
Florence Mitri, dans La Vie du 20 septembre 2002 : « On ne retourne pas impunément dans son pays –l’Irak- et sa ville natale –Babylone, cité de la Mésopotamie antique, aujourd’hui en ruines. Mais pour Abbas Fahdel, c’est un appel : « Le moment est venu, dit-il, de faire la paix avec cette partie de moi-même restée attachée à ma terre et à mes amis d’enfance : Que sont-ils devenus ? Que serais-je devenu si j’étais resté ?» Ce parcours, on s’en doute, ne se fait pas sans culpabilité. Guerre contre l’Iran, guerre du Golfe, embargo : l’oasis d’autrefois n’est que décombres, sa maison natale, une boulangerie dans un quartier qu’il ne reconnaît plus. De déception en déception, le cinéaste part à la recherche de ses amis. Certains sont morts, d'autres sont partis. Ceux qui ont survécu ont connu les prisons iraniennes et, à leur libération, les bombardements américains. Un à un, Abbas leur rend visite. Le dernier ami retrouvé, confie-t-il dans ce document à la fois très personnel et témoignage d'un pays exsangue; s'il me fallait mourir maintenant, je serais en paix » [réf. nécessaire]

## Autour du film
Au travers de sa quête-enquête dans l'Irak de Saddam Hussein, le réalisateur montre les dramatiques conséquences de la guerre Iran-Irak, de la guerre du Golfe (1990-1991) et de l'implacable embargo imposé par les Nations unies.
L'un des amis d'enfance retrouvés par le réalisateur lui inspirera le scénario de son long métrage de fiction L'Aube du monde (2008).
Abbas Fahdel donnera une suite à ce film, en 2004, avec le documentaire Nous les Irakiens, dans lequel on retrouve certains personnages de Retour à Babylone.

## Fiche technique
- Titre : Retour à Babylone
- Titre anglais : Back to Babylon
- Titre arabe : لعوده الى بابل'
- Réalisation : Abbas Fahdel
- Production : Blanche Guichou
- Société de production : Agat Films & Cie, France 5
- Distribution :  Doc & Co
- Photographie : Abbas Fahdel, Amer Alwan
- Musique: Sami Kaftan
- Son : Abbas Fahdel
- Montage : Sylvie Gadmer
- Langue originale : arabe
- Pays d'origine :  France  Irak
- Format : couleur - 16:9 -  vidéo
- Genre : documentaire
- Durée : 52 minutes
- Première projection: octobre 2002 (Journées cinématographiques de Carthage)
- Première diffusion TV: 21 septembre 2002 (France 5)

## Sélections
- FIPA (Festival International de Programmes Audiovisuels), Biarritz, 2003
- Journées cinématographiques de Carthage, Tunisie, 2002
- 7e Biennale des Cinémas Arabes, Paris, 2004
- Biennale des Cinémas Arabes, Marseille, 2004
- Arabisches Film Festival, Tübingen, 2004